# Chaetocnema conducta
Chaetocnema conducta is een keversoort uit de familie bladkevers (Chrysomelidae). De wetenschappelijke naam van de soort werd in 1838 gepubliceerd door Victor Ivanovitsch Motschulsky.